# Матаки
 Матаки  (чув. Матак) — село в Дрожжановском районе Татарстана. Административный центр Матакского сельского поселения.

## География
Находится в юго-западной части Татарстана на расстоянии приблизительно 12 км на северо-восток по прямой от районного центра села Старое Дрожжаное.

## История
Основано по региональным данным в середине XVII века служилыми чувашами. Жители – чуваши, до 1797 дворцовые, до 1860-х гг. удельные крестьяне; занимались земледелием, животноводством. В нач. 20 в. действовали церковь (1861), школа, мелочная лавка, водяная и ветряные мельницы, крупорушка, проводился базар. До 1920 в составе Шемуршин. волости Буин. у., 1920–21 в ЧАО. С 1861 года действовала церковь. По местным данным основано в 1626 году. 

## Население
в 1859 году 595 ч.
в 1910 — 1450 ч.
в 1989 — 736 ч.
в 2002 - 692 ч. (чуваши 99 %)
в 2010 - 614 ч.

## Достопримечательности
Рождественская церковь.